# Nati nel 1958/Settembre
| Questa pagina contiene informazioni ricavate automaticamente dalle voci biografiche con l'ausilio del template Bio e di un bot. L'aggiornamento è periodico e automatico e ricostruisce completamente la pagina. Se manca una persona in questa lista, sei pregato di non aggiungerla, ma accertati piuttosto che la sua voce biografica contenga il template Bio e che i dati anagrafici siano correttamente compilati. Se il template Bio manca, inseriscilo tu stesso o, in alternativa, metti l'avviso {{tmp\|Bio}} che ne segnala la mancanza. Se i dati riportati sono sbagliati, correggi direttamente la voce biografica; le modifiche saranno visibili in questa lista entro pochi giorni. Per chiarimenti vedi il progetto biografie. La lista contiene solo le 254 persone che sono citate nell'enciclopedia e per le quali è stato implementato correttamente il template Bio. Pagina aggiornata al 18 ago 2025. |

- 1º settembre - Armi Aavikko, modella e cantante finlandese († 2002)
- 1º settembre - Elisabetta Belloni, diplomatica e funzionaria italiana
- 1º settembre - Sabri Boukadoum, politico e diplomatico algerino
- 1º settembre - Elisabetta Erba, geologa e paleontologa italiana
- 1º settembre - Dagmar Manzel, attrice tedesca
- 1º settembre - Vincenzo Oliva, politico italiano
- 1º settembre - William Wisher Jr., sceneggiatore statunitense
- 2 settembre - Mario Fortunato, scrittore e giornalista italiano
- 2 settembre - Olivier Grouillard, pilota automobilistico francese
- 2 settembre - Zdravko Krivokapić, politico, ingegnere e scrittore montenegrino
- 2 settembre - Giuseppe Lucchese, mafioso italiano
- 2 settembre - Beatrice Margiotti, doppiatrice italiana
- 2 settembre - Fritz McIntyre, tastierista britannico († 2021)
- 2 settembre - Selim Jean Sfeir, vescovo cattolico libanese
- 3 settembre - Siyabonga Cwele, medico e politico sudafricano
- 3 settembre - Shakti Kapoor, attore indiano
- 3 settembre - Kevin Kiner, compositore statunitense
- 3 settembre - Patrizia Lombardo, ex ostacolista e velocista italiana
- 3 settembre - Mitro Repo, politico e prete finlandese
- 3 settembre - Marina Salamon, imprenditrice e dirigente d'azienda italiana
- 4 settembre - Massimo Alviti, chitarrista e compositore italiano
- 4 settembre - Thorsten Becker, scrittore tedesco
- 4 settembre - Tony Fuller, ex cestista e allenatore di pallacanestro statunitense
- 4 settembre - Herlé, fumettista e sceneggiatore francese
- 4 settembre - Jacqueline Hewitt, astrofisica statunitense
- 4 settembre - George Hurley, batterista statunitense
- 4 settembre - Marzio Innocenti, ex rugbista a 15, allenatore di rugby a 15 e dirigente sportivo italiano
- 4 settembre - Renzo Lusetti, politico e dirigente d'azienda italiano
- 4 settembre - Víctor Ramos, ex calciatore argentino
- 4 settembre - L. J. Smith, scrittrice statunitense († 2025)
- 4 settembre - Satoshi Tezuka, allenatore di calcio e ex calciatore giapponese
- 5 settembre - Lars Danielsson, contrabbassista, violoncellista e compositore svedese
- 5 settembre - Bob Gagliano, ex giocatore di football americano statunitense
- 5 settembre - Martin Odersky, informatico tedesco
- 5 settembre - Marcel Russenberger, ex ciclista su strada svizzero
- 5 settembre - Guido Trane, ex pugile italiano
- 5 settembre - Patrick Versluys, ex ciclista su strada e dirigente sportivo belga
- 6 settembre - The Barbarian, wrestler tongano
- 6 settembre - Buster Bloodvessel, cantante britannico
- 6 settembre - Jeff Foxworthy, attore, doppiatore e comico statunitense
- 6 settembre - Arsinée Khanjian, attrice e produttrice cinematografica libanese
- 6 settembre - Khalil Allawi, ex calciatore iracheno
- 6 settembre - Alan Taylor, ex cestista statunitense
- 6 settembre - Michael Winslow, attore e showman statunitense
- 7 settembre - Gabriel Blamo Jubwe, arcivescovo cattolico nigeriano
- 7 settembre - Joaquín Climent, attore spagnolo
- 7 settembre - Goran Hadžić, politico serbo († 2016)
- 7 settembre - Danny Morseu, ex cestista australiano
- 7 settembre - Marcello Romolo, attore italiano
- 7 settembre - Vera Storoževa, regista sovietica
- 7 settembre - Andre Waismann, medico israeliano
- 7 settembre - Stanislav Zore, arcivescovo cattolico sloveno
- 8 settembre - Sergio Balbinot, dirigente d'azienda italiano
- 8 settembre - Per-Anders Blomqvist, ex calciatore svedese
- 8 settembre - Dana Karl Glover, trombettista statunitense
- 8 settembre - Erik Griekspoor, ex cestista olandese
- 8 settembre - Steve Hoffman, ex giocatore di football americano e allenatore di football americano statunitense
- 8 settembre - Bernd Klotz, allenatore di calcio e ex calciatore tedesco
- 8 settembre - Michael Lardie, chitarrista, tastierista e produttore discografico statunitense
- 8 settembre - Mitsuru Miyamoto, attore e doppiatore giapponese
- 8 settembre - Massimo Nobili, politico italiano
- 8 settembre - Pasquale Scotti, mafioso italiano
- 8 settembre - Sergej Smagin, scacchista russo
- 8 settembre - Sonja Smits, attrice canadese
- 8 settembre - Song Xiaobo, ex cestista cinese
- 8 settembre - Philippe Vuillemin, fumettista e attore francese
- 9 settembre - Bernard Blancan, attore francese
- 9 settembre - Anna Giacobbe, politica italiana
- 9 settembre - Nathalie Guetta, attrice e circense francese
- 9 settembre - Aldo C. Schellenberg, generale svizzero
- 9 settembre - Bertram Schmitt, giurista tedesco
- 9 settembre - Lucia Valenti, doppiatrice, dialoghista e direttrice del doppiaggio italiana
- 10 settembre - Mario Coloretti, scrittore italiano († 2018)
- 10 settembre - Chris Columbus, regista, sceneggiatore e produttore cinematografico statunitense
- 10 settembre - Siobhan Fahey, cantante irlandese
- 10 settembre - Raffaele Manica, saggista e critico letterario italiano
- 10 settembre - Esther Mujawayo, psicoterapeuta e scrittrice ruandese
- 10 settembre - Renate Sommer, politica tedesca
- 10 settembre - Ray Tolbert, ex cestista e allenatore di pallacanestro statunitense
- 10 settembre - Gerd Truntschka, ex hockeista su ghiaccio tedesco
- 11 settembre - Silvio Baldini, allenatore di calcio e ex calciatore italiano
- 11 settembre - Roxann Dawson, attrice e regista statunitense
- 11 settembre - Gennadi Drozdov, ex calciatore azero
- 11 settembre - Adrian Ellison, ex canottiere britannico
- 11 settembre - Simona Forti, storica della filosofia italiana
- 11 settembre - Scott Patterson, attore statunitense
- 11 settembre - Jorge Alfredo Luz, ex hockeista su pista e allenatore di hockey su pista argentino
- 11 settembre - Julia Nickson-Soul, attrice e ex modella statunitense
- 11 settembre - Sergej Rjabcev, violinista russo
- 11 settembre - Mick Talbot, musicista e cantante britannico
- 12 settembre - Kim Fupz Aakeson, sceneggiatore danese
- 12 settembre - Darrell Allums, ex cestista statunitense
- 12 settembre - Franco Amurri, regista e sceneggiatore italiano
- 12 settembre - Wilfred Benítez, ex pugile portoricano
- 12 settembre - Fabio Ceccherini, politico italiano
- 12 settembre - Gregg Edelman, attore statunitense
- 12 settembre - Philippe Foriel-Destezet, imprenditore francese († 2021)
- 12 settembre - Juan Lafita, ex calciatore spagnolo
- 12 settembre - Enrico Lana, ex cestista italiano
- 12 settembre - Daniel Núñez, ex sollevatore cubano
- 12 settembre - Sergio Salgado, ex calciatore cileno
- 12 settembre - Aleksandr Žirov, sciatore alpino sovietico († 1983)
- 13 settembre - Policarp Hortolà, biologo spagnolo
- 13 settembre - Jean-Marc Loustau, compositore di scacchi francese
- 13 settembre - Luigi Petrucci, attore italiano
- 13 settembre - Piero Rebaudengo, dirigente sportivo e ex pallavolista italiano
- 13 settembre - Peter Wirnsberger, ex sciatore alpino austriaco
- 13 settembre - Robert Millar, ex ciclista su strada britannico
- 14 settembre - Michael Böllner, attore tedesco
- 14 settembre - Debbie Cameron, cantante statunitense
- 14 settembre - Beth Nielsen Chapman, cantautrice statunitense
- 14 settembre - Paul Clark, ex calciatore inglese
- 14 settembre - Giuseppe Guerini, ex calciatore italiano
- 14 settembre - John Herrington, ex astronauta e imprenditore statunitense
- 14 settembre - Robert McCall, danzatore su ghiaccio canadese († 1991)
- 15 settembre - Gianmarco Bellini, generale italiano
- 15 settembre - Cheung Chi Tak, ex calciatore e ex giocatore di calcio a 5 hongkonghese
- 15 settembre - Domenico De Siano, politico italiano
- 15 settembre - Pier Marino Menicucci, politico sammarinese
- 15 settembre - Joel Quenneville, allenatore di hockey su ghiaccio e ex hockeista su ghiaccio canadese
- 15 settembre - Wendie Jo Sperber, attrice statunitense († 2005)
- 15 settembre - Cher Wang, imprenditrice e filantropa taiwanese
- 16 settembre - Donald Antrim, scrittore statunitense
- 16 settembre - Andrea Azzali, ex rugbista a 15 italiano
- 16 settembre - Giuliana Campiglia, ex sciatrice alpina italiana
- 16 settembre - Oscar Collodo, ex rugbista a 15, allenatore di rugby a 15 e dirigente sportivo italiano
- 16 settembre - Orel Hershiser, ex giocatore di baseball statunitense
- 16 settembre - Mladen Ivanić, politico bosniaco
- 16 settembre - Thor Robert Johanssen, ex calciatore norvegese
- 16 settembre - Leslie Smith, ex sciatrice alpina statunitense
- 16 settembre - Neville Southall, ex calciatore e allenatore di calcio gallese
- 16 settembre - Jennifer Tilly, attrice, doppiatrice e giocatrice di poker statunitense
- 17 settembre - Marco Barbone, ex terrorista e collaboratore di giustizia italiano
- 17 settembre - Alain Fiard, ex calciatore e allenatore di calcio francese
- 17 settembre - Manfred Honeck, direttore d'orchestra austriaco
- 17 settembre - Janez Janša, politico sloveno
- 17 settembre - Nancho Novo, attore spagnolo
- 18 settembre - John Aldridge, allenatore di calcio e ex calciatore inglese
- 18 settembre - Jeff Bostic, ex giocatore di football americano statunitense
- 18 settembre - Angelo Cupini, calciatore e allenatore di calcio italiano († 2017)
- 18 settembre - Siobhan Davies, ex ballerina, coreografa e direttrice artistica britannica
- 18 settembre - Hans Leo í Bartalsstovu, ex calciatore faroese
- 18 settembre - Sebastiano Lo Monaco, attore, produttore teatrale e drammaturgo italiano († 2023)
- 18 settembre - Mario Lucini, politico italiano
- 18 settembre - Emilio Pellegrino, ex arbitro di calcio italiano
- 18 settembre - Erasmo Petringa, musicista, polistrumentista e arrangiatore italiano
- 18 settembre - Rachid Taha, cantante e compositore algerino († 2018)
- 19 settembre - Lita Ford, chitarrista e cantante statunitense
- 19 settembre - Kevin Hooks, attore e regista statunitense
- 19 settembre - Korado Korlević, astronomo croato
- 19 settembre - Lucky Ali, cantautore e attore indiano
- 19 settembre - Azumah Nelson, ex pugile ghanese
- 19 settembre - Alessandro Pinzauti, direttore d'orchestra italiano
- 19 settembre - Richard Ridings, attore britannico
- 19 settembre - Mauro Ronconi, giornalista, scrittore e critico musicale italiano
- 20 settembre - Youssef Al-Suwayed, ex calciatore kuwaitiano
- 20 settembre - Arn Anderson, ex wrestler statunitense
- 20 settembre - Ursula Burns, manager statunitense
- 20 settembre - Ángel Cruz, cestista portoricano
- 20 settembre - Mychael Danna, compositore e musicista canadese
- 20 settembre - Ghassan Massoud, attore siriano
- 20 settembre - Norbert Meier, allenatore di calcio e ex calciatore tedesco
- 20 settembre - Fortunato Morrone, arcivescovo cattolico italiano
- 20 settembre - Thomas Ohlsson, ex canoista svedese
- 20 settembre - David Overstreet, giocatore di football americano statunitense († 1984)
- 20 settembre - Valentin Rajčev, ex lottatore bulgaro
- 20 settembre - Anton Steiner, ex sciatore alpino austriaco
- 20 settembre - Arturo Tallini, chitarrista italiano
- 20 settembre - Remigijus Valiulis, velocista sovietico († 2023)
- 21 settembre - Kleitos Erōtokritou, ex calciatore cipriota
- 21 settembre - André Hennicke, attore tedesco
- 21 settembre - Ron Johnson, ex giocatore di football americano canadese
- 21 settembre - Rick Mahorn, ex cestista e allenatore di pallacanestro statunitense
- 21 settembre - Gary Oakes, ex ostacolista britannico
- 21 settembre - Jay Triano, allenatore di pallacanestro e ex cestista canadese
- 22 settembre - Leandro Aragoncillo, ex militare filippino
- 22 settembre - Andrea Bocelli, cantautore italiano
- 22 settembre - João Campos, ex maratoneta e mezzofondista portoghese
- 22 settembre - Amadou Dia Bâ, ex ostacolista senegalese
- 22 settembre - Franco Forini, pilota automobilistico svizzero
- 22 settembre - Lynn Herring, attrice statunitense
- 22 settembre - Terry Hurlock, ex calciatore inglese
- 22 settembre - Joan Jett, cantante, chitarrista e attrice statunitense
- 22 settembre - Kim Pyung-seok, allenatore di calcio e ex calciatore sudcoreano
- 22 settembre - Peter Kuper, fumettista statunitense
- 22 settembre - Joseph Nguyễn Tấn Tước, vescovo cattolico vietnamita
- 22 settembre - Eddy Planckaert, ex ciclista su strada belga
- 22 settembre - René Osvaldo Rebolledo Salinas, arcivescovo cattolico cileno
- 22 settembre - Debbie Steele, ex cestista canadese
- 22 settembre - Steen Thychosen, ex calciatore danese
- 22 settembre - Max Venegoni, disc jockey e conduttore radiofonico italiano
- 23 settembre - Ray Blume, ex cestista statunitense
- 23 settembre - Nicole Elgrissy, scrittrice e attivista marocchina
- 23 settembre - Danielle Dax, musicista inglese
- 23 settembre - Marvin Lewis, ex giocatore di football americano e allenatore di football americano statunitense
- 23 settembre - Dīmītrīs Misos, ex calciatore cipriota
- 23 settembre - Giorgio Nardone, psicologo e pedagogo italiano
- 23 settembre - Andrea Pieroni, politico italiano
- 23 settembre - Crissy Rock, attrice britannica
- 23 settembre - Scott Shaw, scrittore e regista statunitense
- 23 settembre - Michele Tomaszek, presbitero polacco († 1991)
- 24 settembre - Enrico Bertone, ex pilota automobilistico italiano
- 24 settembre - Brad Branson, ex cestista statunitense
- 24 settembre - Marco Cavagna, vigile del fuoco italiano († 2009)
- 24 settembre - Barbara Clark, ex nuotatrice canadese
- 24 settembre - William John Donaldson, scacchista statunitense
- 24 settembre - Murdo MacLeod, allenatore di calcio e ex calciatore scozzese
- 24 settembre - Ivano Maffei, ex ciclista su strada e pistard italiano
- 24 settembre - Oscar Mina, politico sammarinese
- 24 settembre - James Slattery, ex calciatore britannico
- 24 settembre - Kevin Sorbo, attore, produttore cinematografico e produttore televisivo statunitense
- 25 settembre - Alessandro Cogolo, giornalista, traduttore e autore televisivo italiano († 2005)
- 25 settembre - Claudia Hempel, ex nuotatrice tedesca orientale
- 25 settembre - Jan Vokál, vescovo cattolico ceco
- 25 settembre - Holger Willmer, ex calciatore tedesco
- 26 settembre - Darby Crash, cantante statunitense († 1980)
- 26 settembre - Robert Kagan, storico e politologo statunitense
- 26 settembre - Michel Piola, arrampicatore e alpinista svizzero
- 26 settembre - Kenny Sansom, ex calciatore inglese
- 26 settembre - Bruce Scholtz, ex giocatore di football americano statunitense
- 26 settembre - Igort, fumettista e sceneggiatore italiano
- 27 settembre - Shaun Cassidy, attore televisivo, cantante e sceneggiatore statunitense
- 27 settembre - John Fedorowicz, scacchista statunitense
- 27 settembre - Krsto Jandrić, politico bosniaco
- 27 settembre - Andreu Plaza, allenatore di calcio a 5 spagnolo
- 27 settembre - Ross Reynolds, ex rugbista a 15, allenatore di rugby a 15 e imprenditore australiano
- 27 settembre - Quique Setién, allenatore di calcio e ex calciatore spagnolo
- 27 settembre - Irvine Welsh, scrittore e drammaturgo scozzese
- 27 settembre - Billy Williams, ex cestista statunitense
- 28 settembre - Aldo Baglio, comico, attore e sceneggiatore italiano
- 28 settembre - Michela Ceschia, ex cestista italiana
- 28 settembre - Lory Del Santo, personaggio televisivo, attrice e regista italiana
- 28 settembre - Peter Gantzler, attore danese
- 28 settembre - Lorenzo Mossini, allenatore di calcio e ex calciatore italiano
- 28 settembre - Barbara Nascimbene, attrice italiana († 2018)
- 28 settembre - Raffaele Paganini, ballerino e attore teatrale italiano
- 29 settembre - Mohammad-Ali Abtahi, politico iraniano
- 29 settembre - Jost Capito, dirigente sportivo tedesco
- 29 settembre - Carlo Chiurazzi, politico italiano
- 29 settembre - Giuliano Giuliani, calciatore italiano († 1996)
- 29 settembre - Mark Higgins, ex calciatore inglese
- 29 settembre - Ron Jans, allenatore di calcio e ex calciatore olandese
- 29 settembre - Keje Molenaar, ex calciatore olandese
- 29 settembre - John Payne, musicista e cantante britannico
- 29 settembre - Stefano Santucci, autore televisivo italiano
- 29 settembre - Silvana Suárez, modella argentina († 2022)
- 29 settembre - Michele Vincenti, economista italiano
- 29 settembre - Karen Young, attrice statunitense
- 30 settembre - Mariella Bertini, schermitrice italiana
- 30 settembre - Alessandro Casarin, giornalista italiano
- 30 settembre - Sandro Cerino, musicista, compositore e arrangiatore italiano
- 30 settembre - José Hermes Moreira, ex calciatore uruguaiano
- 30 settembre - Ray Santilli, musicista e produttore cinematografico britannico
- 30 settembre - Marty Stuart, cantante e musicista statunitense